# Caripia montagnei
Caripia là một chi nấm trong họ Marasmiaceae. Đây là chi đơn loài, chứa một loài Caripia montagnei